# 페드로 칼데론 데 라 바르카
페드로 칼데론 데라바르카(Pedro Calderón de la Barca, 1600년 1월 17일 ~ 1681년 5월 25일)는 에스파냐의 극작가다. '황금세기'의 4대 극작가의 한 사람이다. 마드리드에서 출생, 살라망카 대학에서 수학하고 궁정시인이 되었다. 그의 방대한 양의 작품 특징은 가톨릭에의 절대적 귀의, 국왕에의 충성, 극단적으로 명예를 존중하는 명예감정이다. 등장인물의 성격은 일반적으로 유형적이었으나 로페 데 베가의 뒤를 물려받아 오랫동안 연극계에 군림했는데 그의 죽음과 함께 황금세기는 그 막을 내렸다. 그의 대표작으로는 <살라메아 촌장> <인생은 꿈> 등이 있는데 19세기에 독일 낭만파의 열렬한 찬사를 받았다.

## 생애
그의 아버지는 하급 귀족이었으며 펠리페 2세와 펠리페 3세의 재정고문관의 비서였다. 어머니는 플랑드르 귀족 출신의 후손이었다. 그는 귀족 가문에서 태어났지만 부유하지는 않았다. 1608년 마드리드의 예수회 제단 학교에 입학해 1613년까지 철학, 수학, 역사, 라틴어, 그리스어 등을 배웠고, 훗날 그의 작품에 깊이 각인될 예수회 정신을 체득한다. 1614년 알칼라 데 에나레스 대학에서 논리학과 수사학을 공부했으며, 1615년부터 살라망카 대학에서 법학과 철학, 지리, 정치 등을 공부하고 교회 법학사 학위를 받았다. 이때 공부한 것이 훗날 칼데론이 극작 활동을 하면서 작품 세계를 심화하는 데 많은 도움을 주었다. 1610년 어머니가 사망하자 계모 후아나 프레일레(Juana Freyle)의 모진 구박을 견뎌야만 했는데, 1615년에는 아버지마저 사망했다. 어려서부터 문학과 연극에 재능이 있었던 것으로 보인다. 첫 번째로 무대에서 공연된 작품은 ≪사랑, 명예, 권력(Amor, honor y poder)≫으로, 1623년 6월 29일 마드리드에서 후안 아카시오 베르날(Juan Acasio Bernal) 극단에 의해 공연되었다. 군 복무 중이던 1625년 ≪위대한 세노비아(La gran Cenobia)≫가 공연되고 이어서 ≪브레다 포위≫, ≪시장 스스로가(El alcade de sí mismo)≫, ≪선과 악에 대해 알기(Saber del mal y del bien)≫ 등이 공연되면서 극작가로서 칼데론의 명성은 높아졌다. 1630년 칼데론은 본격적으로 성공적인 극작가의 길을 걷게 되는데, 특히 ≪아폴로의 월계관(El laurel de Apolo)≫으로 로페 데 베가의 인정을 받게 된다. 이후 1650년까지 칼데론은 전 계층을 대상으로 하는 세속극을 많이 썼다. 이 시기에 쓰인 대표적인 작품들로 ≪요정 부인(La dama duende)≫, ≪문이 두 개인 집은 지키기 어려워(Casa con dos puertas, mala es de guardar)≫, ≪사랑을 조롱해서는 안 돼(No hay burlas con el amor)≫, ≪지조 깊은 왕자(El príncipe constante)≫, ≪경이로운 마법사(El mágico prodigioso)≫, ≪자신의 명예를 고치는 의사(El médico de su honra)≫, ≪살라메아 시장(El alcalde de Zalamea)≫, ≪세 가지 불가사의(Los tres mayores prodigiosos)≫, ≪은밀한 모욕에는 은밀한 복수를(A secreto agravio, secreta venganza)≫ 등이 있으며, 칼데론의 가장 훌륭한 작품인 ≪인생은 꿈(La vida es sueño)≫도 1630년대에 쓰인다.
칼데론은 성찬신비극(El Auto Sacramental)이라는 종교극 분야에서도 두각을 나타내 ≪세상이라는 거대한 연극(El gran teatro del mundo)≫, ≪인생은 꿈≫(성찬신비극), ≪성스러운 오르페오(El divino Orfeo)≫ 등의 대표적인 성찬신비극을 썼다. 1640년대부터 칼데론의 극작 활동은 눈에 띄게 줄어든다. 1680년에는 마지막 희곡 ≪레오니도와 마르피사의 운명과 명찰(Hado y divisa de Leonido y Marfisa)≫을 쓴다. 궁정 기사들의 이야기를 다룬 이 작품은 왕궁에서 먼저 상연된 뒤 대중을 위한 코랄에서의 공연이 21일이나 지속되는 등 엄청난 인기를 끌었다. 그는 마지막 순간까지 작품을 썼다. 1681년 성체절을 위한 성찬신비극 ≪이사야의 양(El cordero de Isaias)≫을 쓰고, ≪신성한 필로테아(La divina Filotea)≫를 절반만 완성한 채, 유언을 써 놓은 지 닷새 만인 1681년 5월 25일 사망한다.